# Llista d'asteroides/173201-173300
| Nom      | Designació provisional | Data de descobriment   | Lloc de descobriment | Descobridor/s                    |
| -------- | ---------------------- | ---------------------- | -------------------- | -------------------------------- |
| 173201 - | 1998 RR6               | 15 de setembre de 1998 | Anderson Mesa        | LONEOS                           |
| 173202 - | 1998 RN51              | 14 de setembre de 1998 | Socorro              | LINEAR                           |
| 173203 - | 1998 RD64              | 14 de setembre de 1998 | Socorro              | LINEAR                           |
| 173204 - | 1998 RN66              | 14 de setembre de 1998 | Socorro              | LINEAR                           |
| 173205 - | 1998 RT67              | 14 de setembre de 1998 | Socorro              | LINEAR                           |
| 173206 - | 1998 SS14              | 17 de setembre de 1998 | Anderson Mesa        | LONEOS                           |
| 173207 - | 1998 ST20              | 21 de setembre de 1998 | Kitt Peak            | Spacewatch                       |
| 173208 - | 1998 SO26              | 24 de setembre de 1998 | Kleť                 | Kleť                             |
| 173209 - | 1998 SP29              | 18 de setembre de 1998 | Kitt Peak            | Spacewatch                       |
| 173210 - | 1998 SM42              | 28 de setembre de 1998 | Kitt Peak            | Spacewatch                       |
| 173211 - | 1998 SE83              | 26 de setembre de 1998 | Socorro              | LINEAR                           |
| 173212 - | 1998 SX99              | 26 de setembre de 1998 | Socorro              | LINEAR                           |
| 173213 - | 1998 SB104             | 26 de setembre de 1998 | Socorro              | LINEAR                           |
| 173214 - | 1998 SR121             | 26 de setembre de 1998 | Socorro              | LINEAR                           |
| 173215 - | 1998 SG176             | 25 de setembre de 1998 | Anderson Mesa        | LONEOS                           |
| 173216 - | 1998 TY5               | 15 d'octubre de 1998   | Višnjan Observatory  | K. Korlević                      |
| 173217 - | 1998 TS9               | 12 d'octubre de 1998   | Kitt Peak            | Spacewatch                       |
| 173218 - | 1998 TP15              | 15 d'octubre de 1998   | Caussols             | ODAS                             |
| 173219 - | 1998 TZ25              | 14 d'octubre de 1998   | Kitt Peak            | Spacewatch                       |
| 173220 - | 1998 TN26              | 14 d'octubre de 1998   | Kitt Peak            | Spacewatch                       |
| 173221 - | 1998 TL31              | 11 d'octubre de 1998   | Anderson Mesa        | LONEOS                           |
| 173222 - | 1998 UQ8               | 17 d'octubre de 1998   | Xinglong             | BAO Schmidt CCD Asteroid Program |
| 173223 - | 1998 UY14              | 23 d'octubre de 1998   | Kitt Peak            | Spacewatch                       |
| 173224 - | 1998 UF17              | 17 d'octubre de 1998   | Xinglong             | BAO Schmidt CCD Asteroid Program |
| 173225 - | 1998 VE1               | 10 de novembre de 1998 | Socorro              | LINEAR                           |
| 173226 - | 1998 VW14              | 10 de novembre de 1998 | Socorro              | LINEAR                           |
| 173227 - | 1998 VJ38              | 10 de novembre de 1998 | Socorro              | LINEAR                           |
| 173228 - | 1998 VM42              | 15 de novembre de 1998 | Kitt Peak            | Spacewatch                       |
| 173229 - | 1998 WH15              | 21 de novembre de 1998 | Socorro              | LINEAR                           |
| 173230 - | 1998 XM                | 6 de desembre de 1998  | San Marcello         | A. Boattini, L. Tesi             |
| 173231 - | 1998 XX                | Caussols               | ODAS                 |                                  |
| 173232 - | 1998 XC9               | 12 de desembre de 1998 | Socorro              | LINEAR                           |
| 173233 - | 1998 YD17              | 22 de desembre de 1998 | Kitt Peak            | Spacewatch                       |
| 173234 - | 1999 AK11              | 7 de gener de 1999     | Kitt Peak            | Spacewatch                       |
| 173235 - | 1999 BE15              | 24 de gener de 1999    | Višnjan Observatory  | K. Korlević                      |
| 173236 - | 1999 BA27              | 16 de gener de 1999    | Kitt Peak            | Spacewatch                       |
| 173237 - | 1999 BD32              | 19 de gener de 1999    | Kitt Peak            | Spacewatch                       |
| 173238 - | 1999 DW3               | 21 de febrer de 1999   | Kitt Peak            | Spacewatch                       |
| 173239 - | 1999 FJ61              | 22 de març de 1999     | Anderson Mesa        | LONEOS                           |
| 173240 - | 1999 GA11              | 11 d'abril de 1999     | Kitt Peak            | Spacewatch                       |
| 173241 - | 1999 HU3               | 18 d'abril de 1999     | Catalina             | CSS                              |
| 173242 - | 1999 JC10              | 8 de maig de 1999      | Catalina             | CSS                              |
| 173243 - | 1999 JC90              | 12 de maig de 1999     | Socorro              | LINEAR                           |
| 173244 - | 1999 KD                | 16 de maig de 1999     | Kitt Peak            | Spacewatch                       |
| 173245 - | 1999 LY7               | 8 de juny de 1999      | Socorro              | LINEAR                           |
| 173246 - | 1999 MP                | 20 de juny de 1999     | Reedy Creek          | J. Broughton                     |
| 173247 - | 1999 RQ46              | 7 de setembre de 1999  | Socorro              | LINEAR                           |
| 173248 - | 1999 RA54              | 7 de setembre de 1999  | Socorro              | LINEAR                           |
| 173249 - | 1999 RV64              | 7 de setembre de 1999  | Socorro              | LINEAR                           |
| 173250 - | 1999 RV72              | 7 de setembre de 1999  | Socorro              | LINEAR                           |
| 173251 - | 1999 RD73              | 7 de setembre de 1999  | Socorro              | LINEAR                           |
| 173252 - | 1999 RT80              | 7 de setembre de 1999  | Socorro              | LINEAR                           |
| 173253 - | 1999 RQ93              | 7 de setembre de 1999  | Socorro              | LINEAR                           |
| 173254 - | 1999 RG97              | 7 de setembre de 1999  | Socorro              | LINEAR                           |
| 173255 - | 1999 RP106             | 8 de setembre de 1999  | Socorro              | LINEAR                           |
| 173256 - | 1999 RT114             | 9 de setembre de 1999  | Socorro              | LINEAR                           |
| 173257 - | 1999 RH120             | 9 de setembre de 1999  | Socorro              | LINEAR                           |
| 173258 - | 1999 RT136             | 9 de setembre de 1999  | Socorro              | LINEAR                           |
| 173259 - | 1999 RF137             | 9 de setembre de 1999  | Socorro              | LINEAR                           |
| 173260 - | 1999 RS141             | 9 de setembre de 1999  | Socorro              | LINEAR                           |
| 173261 - | 1999 RQ156             | 9 de setembre de 1999  | Socorro              | LINEAR                           |
| 173262 - | 1999 RD176             | 15 de setembre de 1999 | Monte Agliale        | M. M. M. Santangelo              |
| 173263 - | 1999 RT178             | 9 de setembre de 1999  | Socorro              | LINEAR                           |
| 173264 - | 1999 RD179             | 9 de setembre de 1999  | Socorro              | LINEAR                           |
| 173265 - | 1999 RG183             | 9 de setembre de 1999  | Socorro              | LINEAR                           |
| 173266 - | 1999 RY189             | 9 de setembre de 1999  | Socorro              | LINEAR                           |
| 173267 - | 1999 RG190             | 10 de setembre de 1999 | Socorro              | LINEAR                           |
| 173268 - | 1999 RY190             | 10 de setembre de 1999 | Socorro              | LINEAR                           |
| 173269 - | 1999 RC218             | 4 de setembre de 1999  | Catalina             | CSS                              |
| 173270 - | 1999 RO222             | 7 de setembre de 1999  | Catalina             | CSS                              |
| 173271 - | 1999 RW253             | 7 de setembre de 1999  | Socorro              | LINEAR                           |
| 173272 - | 1999 RG258             | 3 de setembre de 1999  | Kitt Peak            | Spacewatch                       |
| 173273 - | 1999 SZ4               | 29 de setembre de 1999 | Socorro              | LINEAR                           |
| 173274 - | 1999 SS7               | 29 de setembre de 1999 | Socorro              | LINEAR                           |
| 173275 - | 1999 TQ16              | 14 d'octubre de 1999   | Ondřejov             | L. Šarounová                     |
| 173276 - | 1999 TC40              | 5 d'octubre de 1999    | Catalina             | CSS                              |
| 173277 - | 1999 TG47              | 4 d'octubre de 1999    | Kitt Peak            | Spacewatch                       |
| 173278 - | 1999 TB54              | 6 d'octubre de 1999    | Kitt Peak            | Spacewatch                       |
| 173279 - | 1999 TZ67              | 8 d'octubre de 1999    | Kitt Peak            | Spacewatch                       |
| 173280 - | 1999 TN69              | 9 d'octubre de 1999    | Kitt Peak            | Spacewatch                       |
| 173281 - | 1999 TY86              | 15 d'octubre de 1999   | Kitt Peak            | Spacewatch                       |
| 173282 - | 1999 TC115             | 4 d'octubre de 1999    | Socorro              | LINEAR                           |
| 173283 - | 1999 TE115             | 4 d'octubre de 1999    | Socorro              | LINEAR                           |
| 173284 - | 1999 TG117             | 4 d'octubre de 1999    | Socorro              | LINEAR                           |
| 173285 - | 1999 TL118             | 4 d'octubre de 1999    | Socorro              | LINEAR                           |
| 173286 - | 1999 TT118             | 4 d'octubre de 1999    | Socorro              | LINEAR                           |
| 173287 - | 1999 TF146             | 7 d'octubre de 1999    | Socorro              | LINEAR                           |
| 173288 - | 1999 TH150             | 7 d'octubre de 1999    | Socorro              | LINEAR                           |
| 173289 - | 1999 TC157             | 9 d'octubre de 1999    | Socorro              | LINEAR                           |
| 173290 - | 1999 TD175             | 10 d'octubre de 1999   | Socorro              | LINEAR                           |
| 173291 - | 1999 TT193             | 12 d'octubre de 1999   | Socorro              | LINEAR                           |
| 173292 - | 1999 TG202             | 13 d'octubre de 1999   | Socorro              | LINEAR                           |
| 173293 - | 1999 TZ220             | 2 d'octubre de 1999    | Anderson Mesa        | LONEOS                           |
| 173294 - | 1999 TB223             | 3 d'octubre de 1999    | Catalina             | CSS                              |
| 173295 - | 1999 TR229             | 5 d'octubre de 1999    | Catalina             | CSS                              |
| 173296 - | 1999 TM262             | 15 d'octubre de 1999   | Anderson Mesa        | LONEOS                           |
| 173297 - | 1999 TE276             | 6 d'octubre de 1999    | Socorro              | LINEAR                           |
| 173298 - | 1999 TV289             | 10 d'octubre de 1999   | Socorro              | LINEAR                           |
| 173299 - | 1999 TZ300             | 3 d'octubre de 1999    | Anderson Mesa        | LONEOS                           |
| 173300 - | 1999 TJ312             | 4 d'octubre de 1999    | Kitt Peak            | Spacewatch                       |